# Su única diferencia
Su única diferencia es una canción perteneciente al grupo de rock y new wave argentino Suéter. Es el tercer tema de su primer álbum homónimo editado en el año 1982. Fue escrita, compuesta e interpretada por Miguel Zavaleta.

## Interpretación
La letra refiere de una persona cuyo hermano padece del trastorno genético causado por la presencia de una copia extra del cromosoma 21; comúnmente llamado síndrome de Down. La canción fue un éxito en 1982, sin embargo con el tiempo ha sido cuestionada debido al término que emplea al tratar sobre este trastorno genético (mal llamada enfermedad), ya que la primera estrofa menciona la palabra «tonto»; dando a entender que las personas que tienen Síndrome de Down, carecen de facultades mentales, lo que en la actualidad es completamente falso, ya que solo se trata de un trastorno facial que daña la fisonomía del rostro humano y no la capacidad intelectual. Esta canción fue dedicada a un hermano del autor, Miguel Zavaleta, que padecía este síndrome.

## Créditos
- Miguel Zavaleta: Voz y Teclados
- Gustavo Donés: Bajo
- Jorge Minissale: Guitarra
- Juan del Barrio: Teclados
- Daniel Colombres: Batería